# OV5 2
OV5 2 (Orbiting Vehicle 5 2), também denominado de ERS 28, foi um satélite artificial estadunidense lançado em 26 de setembro de 1968 por meio de um foguete Titan IIIC a partir da Estação da Força Aérea de Cabo Canaveral.

## Características
O OV5 2 foi um dos membros de sucesso da família de satélites ERS (Environmental Research Satellites), pequenos satélites lançados como carga secundária junto com satélites maiores para fazer testes de tecnologia e estudos do ambiente espacial. O OV5 2 foi lançado no mesmo foguete que o OV5 4 foi dedicado ao estudo das partículas carregadas (elétrons e prótons) no meio do cinturão de Van Allen. Para isso o satélite levava a bordo três espectrômetros onidirecionais, vários tubos Geiger e alguns detectores direcionais. O OV5 2 foi injetado em uma órbita inicial de 35.786 km de apogeu e 184 km de perigeu, com uma inclinação orbital de 26,4 graus e um período de 630,8 minutos.